# Ernesto Montecuccoli
Graaf Ernesto Montecuccoli, ook wel Ernst van Montecucculi (?, 1582 – Colmar, 17 juni 1633), was een Italiaans-Oostenrijkse legeraanvoerder, in dienst van de Habsburgers ten tijde van de Dertigjarige Oorlog en de tweede helft van de Tachtigjarige Oorlog, tussen de Republiek der Zeven Verenigde Nederlanden en Spanje. Hij was betrokken bij de Slag op de Witte Berg.
In augustus 1629 nam hij deel aan de Inval van de Veluwe (1629) in gezelschap van zijn neef Raimondo Montecuccoli. De keizer van het Heilige Roomse Rijk had Spanje 18.000 à 19.000 man troepen beschikbaar gesteld.
Het plan was via Amersfoort naar Holland op te trekken om de aandacht van de stadhouder te trekken die bezig was met zijn Beleg van 's-Hertogenbosch. Op 13 augustus werd Amersfoort aangevallen. Het stadje capituleerde een dag later. Als antwoord stuurde stadhouder Frederik Hendrik de compagnieën van Ernst Casimir, voornamelijk ruiters, vanuit 's-Hertogenbosch naar de Veluwe. De stadhouder vermeed een confrontatie met Montecuccoli, aangezien hij die zou verliezen. Het Staatse leger nam onverwachts de stad Wesel in. Door de inname van Wesel konden de Spaans-keizerlijke troepen moeilijker bevoorraad en moesten zich daardoor terugtrekken. De afleiding was mislukt en 's-Hertogenbosch viel een maand later.
In de Nederlanden had Ernesto Montecuccoli de bijnaam koekoek (Coeckoeck). Zijn leger, en dan vooral de Italiaanse en Kroatische huurlingen, waren berucht om hun plunderingen.